# Bill Parnell
Bill Parnell, wł. William Comer Parnell (ur. 14 lutego 1928 w Vancouver, zm. 6 września 2008 tamże) – kanadyjski lekkoatleta, średniodystansowiec, dwukrotny medalista igrzysk Imperium Brytyjskiego w 1950.
Wystąpił w biegu na 800 metrów i biegu na 1500 metrów na igrzyskach olimpijskich w 1948 w Londynie, ale na obu dystansach odpadł w przedbiegach.
Zwyciężył w biegu na milę (wyprzedzając Anglika Lena Eyre) oraz zdobył brązowy medal w biegu na 880 jardów (za Johnem Parlettem z Anglii i swym rodakiem Jackiem Hutchinsem), a także zajął 5. miejsce w sztafecie 4 × 440 jardów na igrzyskach Imperium Brytyjskiego w 1950 w Auckland. W Kanadzie zgotowano mu gorące przyjęcie powitalne w Vancouver.
Na igrzyskach olimpijskich w 1952 w Helsinkach był chorążym reprezentacji Kanady. Ponownie wystartował w biegach na 800 metrów i na 1500 metrów, odpadając w półfinałach w obu konkurencjach. Zajął 7. miejsce w biegu na 880 jardów i odpadł w eliminacjach biegu na milę na igrzyskach Imperium Brytyjskiego i Wspólnoty Brytyjskiej w 1954 w Vancouver.
Parnell był mistrzem Kanady w biegu na 880 jardów w 1951, wicemistrzem na tym dystansie w 1948 i 1949 oraz brązowym medalistą w 1952. Był również mistrzem w biegu na 1500 metrów w 1948 oraz w biegu na milę w 1951 i 1954.
Rekord życiowy Parnella w biegu na 800 metrów wynosił 1:50,8 (ustanowiony 18 czerwca 1949 w Los Angeles), a w biegu na milę 4:09,6 (14 czerwca 1951 w Seattle).
Po zakończeniu kariery pracował jako nauczyciel wychowania fizycznego w Kolumbii Brytyjskiej do przejścia na emeryturę w 1988, a potem kontynuował pracę jako trener. Został wybrany do North Shore Sports Hall of Fame w 1968, British Columbia Sports Hall of Fame w 1969 oraz Canadian Olympic Hall of Fame w 1977.